# Maltese Premier League (2000/2001)
Premier League Malti 2000/2001 (ze względów sponsorskich zwana jako Rothmans Premier League) – była 86. edycją najwyższej klasy rozgrywkowej piłki nożnej na Malcie.
Brało w niej udział 10 drużyn, które w okresie od 19 sierpnia 2000 do 30 kwietnia 2001 rozegrały 28 kolejek meczów.
Obrońcą tytułu była drużyna Birkirkara.
Mistrzostwo po raz osiemnasty w historii zdobyła drużyna Valletta.

## Drużyny
| Uczestnicy poprzedniej edycji | Uczestnicy poprzedniej edycji | Uczestnicy poprzedniej edycji | Uczestnicy poprzedniej edycji |
| --- | ----------------------------- | ----------------------------- | ----------------------------- |
| BIR | Birkirkara FC                 | Birkirkara                    | 1                             |
| SLI | Sliema Wanderers              | Sliema                        | 2                             |
| VAL | Valletta FC                   | Valletta                      | 3                             |
| FLO | Floriana FC                   | Floriana                      | 4                             |
| PIE | Pietà Hotspurs                | Pietà                         | 5                             |
| HIB | Hibernians                    | Paola                         | 6                             |
| NAX | Naxxar Lions FC               | Naxxar                        | 7                             |
| MOS | Rabat Ajax                    | Rabat                         | 8                             |
| Awans z Maltese First Division |                               |                               |                               |
| ĦAM | Ħamrun Spartans               | Ħamrun                        | 1                             |
| XJR | Xgħajra Tornados              | Xgħajra                       | 2                             |
| Oznaczenia: - kolumna pierwsza – skróty nazw drużyn, - kolumna trzecia – siedziba klubu, - kolumna czwarta – miejsce zajęte w poprzednim sezonie. |                               |                               |                               |

## Format rozgrywek
Rozgrywki składały się z dwóch faz. W pierwszej drużyny grały ze sobą dwukrotnie, raz u siebie i raz na wyjeździe.
W drugiej fazie liga została podzielona na dwie grupy.
Sześć najlepszych drużyn grających o tytuł oraz miejsca startowe w międzynarodowych rozgrywkach, zaś pozostałe o pozostanie w lidze. Punkty zdobyte w fazie zasadniczej zostały podzielone z zaokrągleniem w górę.

## Faza zasadnicza
| Lp. | Drużyna           | M  | Z  | R | P  | B+ | B- | +/– | Pkt | Kwalifikacja      |  | VLT | SLM  | BKR | HIB | FRN | ĦMR | PTA | NXR | RBT | XJR |
| --- | ----------------- | -- | -- | - | -- | -- | -- | --- | --- | ----------------- |  | --- | ---- | --- | --- | --- | --- | --- | --- | --- | --- |
| 1   | Valletta          | 18 | 13 | 3 | 2  | 55 | 27 | +28 | 42  | grupa mistrzowska |  |     | 2–2  | 1–0 | 2–1 | 4–0 | 5–1 | 3–3 | 2–1 | 5–1 | 2–0 |
| 2   | Sliema Wanderers  | 18 | 12 | 3 | 3  | 70 | 24 | +46 | 39  | grupa mistrzowska |  | 4–1 |      | 0–3 | 5–0 | 3–2 | 6–1 | 4–2 | 7–0 | 6–0 | 7–0 |
| 3   | Birkirkara        | 18 | 11 | 4 | 3  | 34 | 15 | +19 | 37  | grupa mistrzowska |  | 4–2 | 0–2  |     | 2–2 | 0–1 | 1–1 | 4–1 | 2–1 | 3–1 | 3–0 |
| 4   | Hibernians        | 18 | 10 | 5 | 3  | 44 | 23 | +21 | 35  | grupa mistrzowska |  | 3–3 | 2–2  | 0–2 |     | 2–2 | 2–0 | 2–2 | 3–0 | 1–0 | 6–0 |
| 5   | Floriana          | 18 | 10 | 3 | 5  | 42 | 31 | +11 | 33  | grupa mistrzowska |  | 1–3 | 3–2  | 2–2 | 1–4 |     | 4–1 | 3–2 | 3–2 | 4–2 | 1–0 |
| 6   | Ħamrun Spartans   | 18 | 7  | 4 | 7  | 24 | 31 | −7  | 25  | grupa mistrzowska |  | 0–3 | 2–0  | 0–1 | 0–3 | 2–1 |     | 2–0 | 3–0 | 1–1 | 2–0 |
| 7   | Pietà Hotspurs    | 18 | 4  | 5 | 9  | 40 | 40 | 0   | 17  | grupa spadkowa    |  | 3–5 | 2–3  | 1–1 | 0–3 | 1–3 | 1–1 |     | 4–0 | 3–1 | 4–0 |
| 8   | Naxxar Lions      | 18 | 3  | 3 | 12 | 22 | 44 | −22 | 12  | grupa spadkowa    |  | 1–3 | 3–3  | 0–1 | 0–3 | 1–1 | 1–1 | 3–1 |     | 1–3 | 3–2 |
| 9   | Rabat Ajax        | 18 | 2  | 4 | 12 | 23 | 53 | −30 | 10  | grupa spadkowa    |  | 1–3 | 1–3  | 0–4 | 2–3 | 0–7 | 2–3 | 2–2 | 2–0 |     | 3–3 |
| 10  | Xgħajra Tornadoes | 18 | 0  | 2 | 16 | 7  | 73 | −66 | 2   | grupa spadkowa    |  | 1–6 | 0–11 | 0–1 | 0–4 | 0–3 | 0–3 | 0–8 | 0–5 | 1–1 |     |

## Faza finałowa
| Top Six  |                       |    |    |   |    |    |    |     |    |                                             |     |     |     |     |     |     |     |     |     |     |     |
| 1        | Valletta (M, P)       | 28 | 21 | 4 | 3  | 76 | 38 | +38 | 46 | Liga Mistrzów UEFA • I runda kwalifikacyjna |     |     | 2–0 | 2–1 | 1–3 | 2–1 | 2–0 |     |     |     |     |
| 2        | Sliema Wanderers      | 28 | 18 | 5 | 5  | 96 | 37 | +59 | 40 | Puchar UEFA • Runda kwalifikacyjna          |     | 2–2 |     | 1–2 | 4–2 | 4–1 | 5–1 |     |     |     |     |
| 3        | Birkirkara            | 28 | 16 | 6 | 6  | 50 | 27 | +23 | 36 | Puchar UEFA • Runda kwalifikacyjna          |     | 1–2 | 1–2 |     | 1–1 | 2–1 | 3–1 |     |     |     |     |
| 4        | Hibernians            | 28 | 14 | 7 | 7  | 60 | 40 | +20 | 32 | Puchar Intertoto UEFA (2001)                |     | 2–3 | 1–3 | 2–2 |     | 1–0 | 2–0 |     |     |     |     |
| 5        | Floriana              | 28 | 13 | 4 | 11 | 54 | 48 | +6  | 27 |                                             |     | 1–4 | 1–1 | 0–2 | 2–0 |     | 3–1 |     |     |     |     |
| 6        | Ħamrun Spartans       | 28 | 7  | 4 | 17 | 28 | 56 | −28 | 13 |                                             | 0–1 | 0–4 | 0–1 | 1–2 | 0–2 |     |     |     |     |     |     |
| Play-Out |                       |    |    |   |    |    |    |     |    |                                             |     |     |     |     |     |     |     |     |     |     |     |
| 7        | Pietà Hotspurs        | 24 | 7  | 7 | 10 | 56 | 49 | +7  | 20 |                                             |     |     |     |     |     |     |     |     | 2–1 | 1–1 | 5–0 |
| 8        | Naxxar Lions          | 24 | 6  | 5 | 13 | 40 | 55 | −15 | 17 |                                             |     |     |     |     |     |     | 2–2 |     | 3–3 | 4–3 |     |
| 9        | Rabat Ajax (S)        | 24 | 5  | 6 | 13 | 35 | 63 | −28 | 16 | Spadek do Maltese First Division            |     |     |     |     |     |     |     | 4–2 | 1–4 |     | 1–0 |
| 10       | Xgħajra Tornadoes (S) | 24 | 0  | 2 | 22 | 11 | 93 | −82 | 1  | Spadek do Maltese First Division            |     |     |     |     |     |     |     | 1–4 | 0–4 | 0–2 |     |

## Najlepsi strzelcy
| Bramki | Strzelcy              | Drużyna          |
| ------ | --------------------- | ---------------- |
| 30     | Michael Mifsud        | Sliema Wanderers |
| 23     | Adrian Mifsud         | Hibernians       |
| 22     | Chris Oretan          | Valletta         |
| 22     | Orosco Anonam         | Sliema Wanderers |
| 21     | Michael Galea         | Birkirkara       |
| 19     | Malcolm Licari        | Pietà Hotspurs   |
| 15     | Gilbert Agius         | Valletta         |
| 12     | Rufin Oba             | Floriana         |
| 11     | Eduardo do Nascimento | Floriana         |
| 11     | Massimo Grima         | Sliema Wanderers |
| 11     | Ivan Woods            | Pietà Hotspurs   |

Źródło: 

## Stadiony
| Ta’ QaliCentenaryHibernians GroundVictor · Tedesco | Ta’ Qali         | Ta’ Qali          | Paola             | Marsa                  |
| Ta’ QaliCentenaryHibernians GroundVictor · Tedesco | Ta’ Qali Stadium | Centenary Stadium | Hibernians Ground | Victor Tedesco Stadium |
| Ta’ QaliCentenaryHibernians GroundVictor · Tedesco |                  |                   |                   |                        |

Źródło: 